# Bakhyt Sarsekbayev
Bakhyt Sarsekbayev (n. 29 noiembrie 1981, Pavlodar, Kazahstan) este un boxer ce a reprezentat Uzbekistan, medaliat olimpic. A participat la o ediție a Jocurilor Olimpice (2008) în care a câștigat o medalie de aur.